# 弁天橋 (横浜市)
弁天橋（べんてんばし）は、神奈川県横浜市中区の大岡川に架かる国道133号（本町通り）の道路橋である。中区桜木町一丁目と本町六丁目とを渡す。初代の橋は1871年に開通し、現在の橋は1976年に完成した4代目である。1994年の国際橋開通前は大岡川の最も下流に位置する道路橋であった。

## 歴史
1871年（明治4年）、吉田橋や野毛橋（現在の都橋）を経て横浜港と東海道を結ぶ横浜道に代わる近道として、木造の桁橋が架けられたのが始まりである。当時この橋の東詰付近（現在の弁天通六丁目）にあった洲干弁天社より弁天橋と命名された。この神社はのちに羽衣町に移転している。
1872年に鉄道が開通し横浜駅（現在の桜木町駅）ができると、駅と横浜の中心部とを結ぶ道として、関内地区の吉田新田寄りとを結ぶ大江橋とともに重要な役割を果たした。初代の橋は腐朽により、交通量の増加に耐えられなくなり1873年に木造のアーチ橋に掛け替えられた。橋台と橋脚はレンガを巻いた鉄筋コンクリート製で、幅6～7mの車道に幅1mほどの歩道が付いていた。四隅の橋柱にはガス灯が設けられていた。
1908年9月にプレートガーダー橋に架け替えられた。1923年の関東大震災では被災したものの落橋は免れ、1928年10月に復旧工事が完了した。この橋も鋼材の腐食により1976年に架け替えられた。

## 現橋
現在の橋は1976年3月に竣工した。鋼床板鋼鈑桁3連の桁橋で、中央径間22.7m、側径間各14.8m。橋長は54.4mで、幅は車道18m、歩道各4.5mの計27m。船舶の航行上、桁下に余裕を持たせるため、厚みを抑えた構造が採られている。四隅には、船の帆をモチーフにした親柱が立てられた。1991年には、かながわの橋100選に選定されている。市内鶴見区のJR鶴見線に弁天橋駅があるが、駅付近の池に架かる橋からの命名であり、本橋との直接の関係はない。